# UCI ProSeries 2023
UCI ProSeries 2023 var den fjerde udgave af UCI ProSeries. Den indeholdte cykelløb på næsthøjeste niveau, lige under UCI World Tour og lige over løbene i UCI Continental Circuits.

## Danske sejre
| Danske sejre på UCI Europe Tour 2023 |                                    |        |              |                   |                       |
| #                                    | Løb                                | Klasse | Dato         | Rytter            | Hold                  |
| 1                                    | 2. etape af Volta ao Algarve       | 2.Pro  | 16. februar  | Magnus Cort       | EF Education-EasyPost |
| 2                                    | 3. etape af Volta ao Algarve       | 2.Pro  | 17. februar  | Magnus Cort       | EF Education-EasyPost |
| 3                                    | 3. etape af PostNord Danmark Rundt | 2.Pro  | 17. august   | Mattias Skjelmose | Lidl-Trek             |
| 4                                    | 5. etape af PostNord Danmark Rundt | 2.Pro  | 19. august   | Mads Pedersen     | Lidl-Trek             |
| 5                                    | PostNord Danmark Rundt             | 2.Pro  | 19. august   | Mads Pedersen     | Lidl-Trek             |
| 6                                    | Maryland Cycling Classic           | 1.Pro  | 3. september | Mattias Skjelmose | Lidl-Trek             |

### Andre konkurrencer
| Andre konkurrencer vundet af danskere på UCI ProSeries 2023 |                                            |               |                       |                        |
| #                                                           | Løb                                        | Dato          | Rytter                | Hold                   |
| 1                                                           | Pointkonkurrencen i Volta ao Algarve       | 19. februar   | Magnus Cort           | EF Education-EasyPost  |
| 2                                                           | Bjergkonkurrencen i Volta ao Algarve       | 19. februar   | Kasper Asgreen        | Soudal Quick-Step      |
| 3                                                           | Bjergkonkurrencen i Boucles de la Mayenne  | 28. maj       | Jacob Hindsgaul       | Uno-X Pro Cycling Team |
| 4                                                           | Pointkonkurrencen i PostNord Danmark Rundt | 19. august    | Mads Pedersen         | Lidl-Trek              |
| 5                                                           | Bakkekonkurrencen i PostNord Danmark Rundt | 19. august    | Nicklas Amdi Pedersen | ColoQuick Cycling      |
| 6                                                           | Pointkonkurrencen i Luxembourg Rundt       | 24. september | Søren Kragh Andersen  | Alpecin-Deceuninck     |

## Løbene
| Løb                                            | Dato              | Vinder                     | Andenplads                       | Tredjeplads                      |
| ---------------------------------------------- | ----------------- | -------------------------- | -------------------------------- | -------------------------------- |
| Vuelta a San Juan Internacional                | 22.–29. januar    | Miguel Ángel López (COL)   | Filippo Ganna (ITA)              | Sergio Higuita (COL)             |
| Volta a la Comunitat Valenciana                | 1.–5. februar     | Rui Costa (POR)            | Giulio Ciccone (ITA)             | Tao Geoghegan Hart (GBR)         |
| Tour of Oman                                   | 11.–15. februar   | Matteo Jorgenson (USA)     | Mauri Vansevenant (BEL)          | Geoffrey Bouchard (FRA)          |
| Clásica de Almería                             | 12. februar       | Matteo Moschetti (ITA)     | Arnaud De Lie (BEL)              | Jordi Meeus (BEL)                |
| Volta ao Algarve em Bicicleta                  | 15.–19. februar   | Daniel Martínez (COL)      | Filippo Ganna (ITA)              | Ilan Van Wilder (BEL)            |
| Vuelta a Andalucía Ruta Ciclista Del Sol       | 15.–19. februar   | Tadej Pogačar (SLO)        | Mikel Landa (ESP)                | Santiago Buitrago (COL)          |
| Faun-Ardèche Classic                           | 25. februar       | Julian Alaphilippe (FRA)   | David Gaudu (FRA)                | Mattias Skjelmose (DEN)          |
| Faun Drôme Classic                             | 26. februar       | Anthony Perez (FRA)        | Rui Costa (POR)                  | Andrea Bagioli (ITA)             |
| Kuurne-Bruxelles-Kuurne                        | 26. februar       | Tiesj Benoot (BEL)         | Nathan Van Hooydonck (BEL)       | Matej Mohorič (SLO)              |
| Trofeo Laigueglia                              | 1. marts          | Nans Peters (FRA)          | Andrea Vendrame (ITA)            | Alessandro Covi (ITA)            |
| Milano-Torino                                  | 15. marts         | Arvid de Kleijn (NED)      | Fernando Gaviria (COL)           | Casper van Uden (NED)            |
| Danilith Nokere Koerse                         | 15. marts         | Tim Merlier (BEL)          | Edward Theuns (BEL)              | Milan Menten (BEL)               |
| Grand Prix de Denain – Porte du Hainaut        | 16. marts         | Sebastián Molano (COL)     | Tim van Dijke (NED)              | Timo Kielich (BEL)               |
| Bredene Koksijde Classic                       | 17. marts         | Gerben Thijssen (BEL)      | Pascal Ackermann (GER)           | Sam Welsford (AUS)               |
| GP Industria & Artigianato                     | 26. marts         | Ben Healy (IRL)            | Amanuel Ghebreigzabhier (ERI)    | Mark Stewart (GBR)               |
| GP Miguel Induráin                             | 1. april          | Jon Izagirre (ESP)         | Sergio Higuita (COL)             | Mattias Skjelmose (DEN)          |
| Scheldeprijs                                   | 5. april          | Jasper Philipsen (BEL)     | Sam Welsford (AUS)               | Mark Cavendish (GBR)             |
| Brabantse Pijl                                 | 12. april         | Dorian Godon (FRA)         | Ben Healy (IRL)                  | Benoît Cosnefroy (FRA)           |
| Tour of the Alps                               | 17.–21. april     | Tao Geoghegan Hart (GBR)   | Hugh Carthy (GBR)                | Jack Haig (AUS)                  |
| Grand Prix du Morbihan                         | 6. maj            | Arnaud De Lie (BEL)        | Romain Grégoire (FRA)            | Rasmus Tiller (NOR)              |
| Tro Bro Leon                                   | 7. maj            | Giacomo Nizzolo (ITA)      | Arnaud De Lie (BEL)              | Nils Eekhoff (NED)               |
| Ungarn Rundt                                   | 10.–14. maj       | Marc Hirschi (SUI)         | Ben Tulett (GBR)                 | Yannis Voisard (SUI)             |
| Fire dage ved Dunkerque                        | 16.–21. maj       | Romain Grégoire (FRA)      | Kasper Asgreen (DEN)             | Cees Bol (NED)                   |
| Boucles de la Mayenne – Crédit Mutuel          | 25.–28. maj       | Oier Lazkano (ESP)         | Arnaud Démare (FRA)              | Axel Zingle (FRA)                |
| Tour of Norway                                 | 26.–29. maj       | Ben Tulett (GBR)           | Magnus Sheffield (USA)           | Thibau Nys (BEL)                 |
| Brussels Cycling Classic                       | 4. juni           | Arnaud Démare (FRA)        | Tobias Lund Andresen (DEN)       | Jordi Meeus (BEL)                |
| ZLM Tour                                       | 7.–11. juni       | Olav Kooij (NED)           | Sam Welsford (AUS)               | Nils Eekhoff (NED)               |
| Dwars door het Hageland                        | 10. juni          | Rasmus Tiller (NOR)        | Stan Van Tricht (BEL)            | Florian Vermeersch (BEL)         |
| CIC – Mont Ventoux                             | 13. juni          | Lenny Martinez (FRA)       | Michael Woods (CAN)              | Simon Carr (GBR)                 |
| Belgien Rundt                                  | 14.–18. juni      | Mathieu van der Poel (NED) | Søren Wærenskjold (NOR)          | Casper Pedersen (DEN)            |
| Slovenien Rundt                                | 14.–18. juni      | Filippo Zana (ITA)         | Matej Mohorič (SLO)              | Diego Ulissi (ITA)               |
| Tour of Qinghai Lake                           | 9.–16. juli       | Henok Mulubrhan (ERI)      | Eric Fagúndez (URU)              | Davide Baldaccini (ITA)          |
| Ethias–Tour de Wallonie                        | 22.–26. juli      | Filippo Ganna (ITA)        | Joshua Tarling (GBR)             | Brent Van Moer (BEL)             |
| Vuelta a Burgos                                | 15.–19. august    | Primož Roglič (SLO)        | Aleksandr Vlasov (RUS)           | Adam Yates (GBR)                 |
| PostNord Danmark Rundt                         | 15.–19. august    | Mads Pedersen (DEN)        | Mattias Skjelmose (DEN)          | Magnus Cort (DEN)                |
| Arctic Race of Norway                          | 17.–20. august    | Stephen Williams (GBR)     | Christian Scaroni (ITA)          | Kevin Vermaerke (USA)            |
| Deutschland Tour                               | 23.–27. august    | Ilan Van Wilder (BEL)      | Felix Großschartner (AUT)        | Danny van Poppel (NED)           |
| Maryland Cycling Classic                       | 3. september      | Mattias Skjelmose (DEN)    | Neilson Powless (USA)            | Hugo Houle (CAN)                 |
| Tour of Britain                                | 3.–10. september  | Wout van Aert (BEL)        | Tobias Halland Johannessen (NOR) | Damien Howson (AUS)              |
| GP de Fourmies / La Voix du Nord               | 10. september     | Tim Merlier (BEL)          | Gerben Thijssen (BEL)            | Matteo Moschetti (ITA)           |
| Grand Prix de Wallonie                         | 13. september     | Gonzalo Serrano (ESP)      | Dylan Teuns (BEL)                | Jasper De Buyst (BEL)            |
| Gran Premio città di Peccioli – Coppa Sabatini | 14. september     | Marc Hirschi (SUI)         | Pavel Sivakov (FRA)              | Tadej Pogačar (SLO)              |
| Tour of Taihu Lake                             | 14.–17. september | George Jackson (NZL)       | Enrico Zanoncello (ITA)          | Jarne Van De Paar (BEL)          |
| SUPER 8 Classic                                | 16. september     | Mathieu van der Poel (NED) | Anthony Turgis (FRA)             | Florian Vermeersch (BEL)         |
| Luxembourg Rundt                               | 20.–24. september | Marc Hirschi (SUI)         | Brandon McNulty (USA)            | Ben Healy (IRL)                  |
| Le Tour de Langkawi                            | 23.–30. september | Simon Carr (GBR)           | Jefferson Alexander Cepeda (ECU) | Pablo Castrillo (ESP)            |
| Circuit Franco-Belge                           | 28. september     | Arnaud De Lie (BEL)        | Rasmus Tiller (NOR)              | Corbin Strong (NZL)              |
| Giro dell'Emilia                               | 30. september     | Primož Roglič (SLO)        | Tadej Pogačar (SLO)              | Simon Yates (GBR)                |
| Coppa Bernocchi – GP Banco BPM                 | 2. oktober        | Wout van Aert (BEL)        | Vincenzo Albanese (ITA)          | Andrea Bagioli (ITA)             |
| Tre Valli Varesine                             | 3. oktober        | Ilan Van Wilder (BEL)      | Richard Carapaz (ECU)            | Aleksandr Vlasov (RUS)           |
| Sparkassen Münsterland Giro                    | 3. oktober        | Per Strand Hagenes (NOR)   | Kaden Groves (AUS)               | Mads Pedersen (DEN)              |
| Gran Piemonte                                  | 5. oktober        | Andrea Bagioli (ITA)       | Marc Hirschi (SUI)               | Alex Aranburu (ESP)              |
| Tour of Hainan                                 | 5.–9. oktober     | Óscar Sevilla (ESP)        | Sebastian Berwick (AUS)          | James Piccoli (CAN)              |
| Paris-Tours                                    | 8. oktober        | Riley Sheehan (USA)        | Lewis Askey (GBR)                | Tobias Halland Johannessen (NOR) |
| Giro del Veneto                                | 11. oktober       | Dorian Godon (FRA)         | Tobias Halland Johannessen (NOR) | Florian Vermeersch (BEL)         |
| Japan Cup                                      | 15. oktober       | Rui Costa (POR)            | Felix Engelhardt (GER)           | Guillaume Martin (FRA)           |
| Veneto Classic                                 | 15. oktober       | Davide Formolo (ITA)       | Marc Hirschi (SUI)               | Filippo Zana (ITA)               |